# 郝恩光
郝恩光（1871年—1923年），字海明，男，直隶（今河北）保定人，民國初年武術家，中華武士會重要成員，精通劍法及形意拳。

## 生平
郝恩光為李存義得意門徒，隨李存義加入中華武士會，成為其中重要的成員之一，李存義對他極為倚重、賞識。當時李書文以大槍聞名，據說郝恩光是唯一敢在他面前耍大槍的人，李書文對他頗為贊許。他授徒甚多，1914年，至日本東京開設中華武士會分會，將形意拳傳至海外，成為近代第一個在日本授拳的中國武術家。這段期間，郝恩光以形意拳門中秘傳的純陽劍法，屢敗日本劍客，在當時與孫祿堂、尚雲祥齊名。
後來日本一位被擊敗的劍客，隱姓加入中華武士會，習成純陽劍法之後擊敗了郝恩光，郝恩光於是回到東北授拳。郝在东北剿匪时不幸中弹故去。

## 家庭
儿子郝家俊。

## 弟子
弟子有李玉琳、骆兴武等人。